# Ontario Science Centre

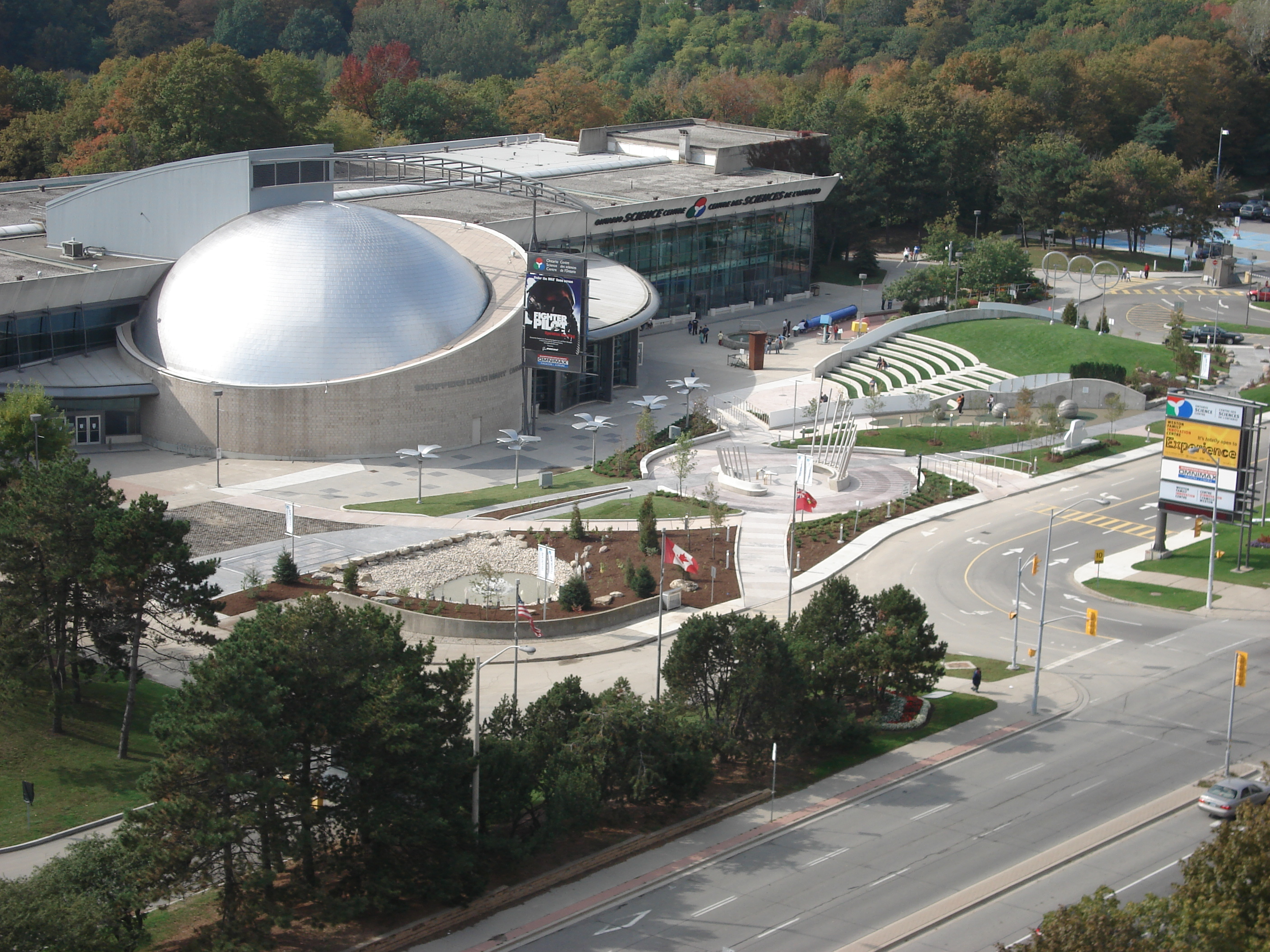
Ontario Science Centre

Das Ontario Science Centre in der kanadischen Stadt Toronto ist ein Science Center. Es befindet sich im Stadtteil North York rund 11 km nordöstlich der Downtown. Im Jahr 2009 feiert das Museum sein 40-jähriges Bestehen. Seit seiner Eröffnung hat es über 40 Millionen Besucher verzeichnet.
Erste Planungen für das Museum gab es 1961, drei Jahre später wurde der kanadisch-japanische Architekt Raymond Moriyama damit beauftragt, Entwürfe für den Neubau zu machen. Das Design sah drei verschiedene Gebäudetrakte vor, die über Brücken und Rolltreppen miteinander verbunden werden sollten. Die Bauarbeiten begannen 1966 und sollten mit den Feierlichkeiten 1967 Canadian Centennial verbunden werden. Der erste offizielle Name des Museums lautete Centennial Centre of Science and Technology. Da die Arbeiten jedoch nicht rechtzeitig beendet werden konnte, eröffnete das Museum erst am 27. September 1969. Im Laufe der Jahre erfuhr das Museum verschiedene Erweiterungen und Renovationen. 1996 wurde ein IMAX Dome eröffnet.
Das Museum hat mehrere hundert passive und interaktive Exponate zum Thema Wissenschaft, Forschung und Technik. Einen Schwerpunkt der Ausstellung bildet dabei die Raumfahrt. Das Museum eröffnete dazu am 9. Juni 2008 eine große Ausstellung zum Thema des bemannten Marsflugs. Neben den festen Ausstellungen bietet das Ontario Science Centre in seinen Räumlichkeiten auch Platz für Kongresse, Festivals und wechselnde Ausstellungen. Im Jahr 2002 fand das IFCT Festival im Ontario Science Centre statt. Zwischen dem 30. September 2005 und dem 26. Februar 2006 wurde dort die Ausstellung Körperwelten gezeigt.
Seit dem 21. Juni 2024 ist das Museum wegen Gebäudeschäden dauerhaft geschlossen.